# الیزابت بلدینگ
الیزابت میشل بلدینگ (انگلیسی: Elizabeth Belding) یک دانشمند رایانه متخصص در محاسبات تلفن همراه و شبکه‌های بی‌سیم است. او استاد علوم رایانه در دانشگاه کالیفرنیا، سانتا باربارا است.

## تحصیلات و شغل
بلدینگ در سال ۱۹۹۶ با دو مدرک از دانشگاه ایالتی فلوریدا فارغ التحصیل شد: یکی در علوم رایانه و دیگری در ریاضیات کاربردی . او با کمک هزینه تحصیلات تکمیلی بنیاد ملی علوم به دانشگاه کالیفرنیا، سانتا باربارا رفت و دکترای خود را به پایان رساند. در مهندسی برق و رایانه در سال ۲۰۰۰. پایان‌نامه او، مسیریابی در شبکه‌های تلفن همراه خاص: استراتژی‌های درخواستی و سلسله مراتبی بود که تحت نام الیزابت میشل رویر و تحت نظارت مشترک پی. مایکل ملیار اسمیت و لوئیز موزر نوشته شده بود.

## افتخارات
بلدینگ از سال ۲۰۰۰ عضو هیئت علمی علوم رایانه در دانشگاه کالیفرنیا، سانتا باربارا بوده است. او در سال ۲۰۱۴ به‌ خاطر "مشارکت در پروتکل‌های ارتباطی و شبکه‌های تلفن همراه و بی‌سیم «عضو موسسه مهندسین برق و الکترونیک (IEEE)» شد. او در سال ۲۰۱۸ به دلیل "مشارکت در ارتباطات در شبکه‌های تلفن همراه و استقرار آنها در مناطق در حال توسعه «به عنوان عضو انجمن ماشین‌های حسابگر» انتخاب شد.
یکی از انتشارات او، در مورد مسیریابی بردار فاصله زمانی مورد تقاضا در شبکه‌های تلفن همراه، برای جایزه تست زمان گروه موضوعی ویژه انجمن ماشین‌های حسابگر در سال ۲۰۱۸ انتخاب شد.